# San Simeone profeta (titolo cardinalizio)
Il titolo cardinalizio di san Simeone profeta fu eretto il 4 dicembre 1551 da papa Giulio III e soppresso da papa Sisto V nel 1587. Il titolo era conosciuto anche con il nome di san Simeone in Posterula.

## Titolari
- Giacomo Puteo (4 dicembre 1551 - 29 maggio 1555 nominato cardinale presbitero di Santa Maria in Via)
- Virgilio Rosario (24 marzo 1557 - 22 maggio 1559 deceduto)
- Bernardo Salviati (27 giugno 1561 - 15 maggio 1566 nominato cardinale presbitero di Santa Prisca)
- Vacante (1566 - 1570)
- Charles d'Angennes de Rambouillet (9 giugno 1570 - 20 novembre 1570 nominato cardinale presbitero di Sant'Eufemia)
- Giovanni Aldobrandini (20 novembre 1570 - 7 settembre 1573 deceduto)
- Vacante (1573 - 1584)
- Scipione Lancellotti (9 gennaio 1584 - 20 aprile 1587 nominato cardinale presbitero di San Salvatore in Lauro)
- Titolo soppresso nel 1587